# Zjeljazkovets
Zjeljazkovets of Željazkovec (Bulgaars: Желязковец, Turks: Demirciler) is een dorp in het noordoosten van Bulgarije, gelegen in de gemeente Samoeil in oblast Razgrad. Het dorp ligt hemelsbreed ongeveer 14 km ten oosten van de stad Razgrad en 288 km ten noordoosten van de hoofdstad Sofia. 

## Bevolking
Het dorp telde in december 2019 616 inwoners, een daling vergeleken met het maximum van 1.498 personen in 1934.
|  |

Alle 663 inwoners reageerden op de optionele volkstelling van 2011. Van deze 663 respondenten identificeerden 377 personen zichzelf als Bulgaarse Turken (56,9%), gevolgd door 227 Roma (34,2%) en 49 etnische Bulgaren (7,4%). Bovendien waren 10 respondenten ondefinieerbaar (1,5%).
| Etnische samenstelling van de respondenten (2011) | Etnische samenstelling van de respondenten (2011) | Etnische samenstelling van de respondenten (2011) | Etnische samenstelling van de respondenten (2011) | Etnische samenstelling van de respondenten (2011) |
| ------------------------------------------------- | ------------------------------------------------- | ------------------------------------------------- | ------------------------------------------------- | ------------------------------------------------- |
|                                                   |                                                   |                                                   |                                                   |                                                   |
| Bulgaren                                          | Bulgaren                                          |                                                   | 7,4%                                              | 7,4%                                              |
| Turken                                            | Turken                                            |                                                   | 56,9%                                             | 56,9%                                             |
| Roma                                              | Roma                                              |                                                   | 34,2%                                             | 34,2%                                             |
| Anders/Onbekend                                   | Anders/Onbekend                                   |                                                   | 1,5%                                              | 1,5%                                              |

Bogdantsi · Bogomiltsi · Choema · Charsovo · Goljam Izvor · Goljama Voda · Kara Michal · Krivitsa · Nozjarovo · Ptsjelina · Samoeil · Vladimirovtsi · Zdravets · Zjeljazkovets